# Oxycatantops annulipes
Oxycatantops annulipes är en insektsart som först beskrevs av Carl Stål 1873.  Oxycatantops annulipes ingår i släktet Oxycatantops och familjen gräshoppor. Inga underarter finns listade i Catalogue of Life.